# Freddie Tomlins
Frederick William Edwin „Freddie“ Tomlins (* 4. August 1919 in Lambeth, London, Vereinigtes Königreich; † 20. Juni 1943 über dem Ärmelkanal) war ein britischer Eiskunstläufer, der im Einzellauf startete.
Tomlins wurde 1939 sowohl Vize-Europameister wie auch Vize-Weltmeister, beide Male hinter Landsmann Graham Sharp. Er nahm an den Olympischen Spielen 1936 teil und beendete sie als Zehnter.
Tomlins diente im Zweiten Weltkrieg bei der Royal Air Force. Im Kampf gegen ein deutsches U-Boot verlor er am 20. Juni 1943 über dem Ärmelkanal sein Leben.

## Ergebnisse
| Wettbewerb / Jahr       | 1936 | 1937 | 1938 | 1939 |
| ----------------------- | ---- | ---- | ---- | ---- |
| Olympische Winterspiele | 10.  |      |      |      |
| Weltmeisterschaften     |      | 5.   | 5.   | 2.   |
| Europameisterschaften   | 8.   | 4.   | 6.   | 2.   |